# 馬卡特區 (哈薩克斯坦)
47°38′38″N 53°20′35″E / 47.644°N 53.343°E

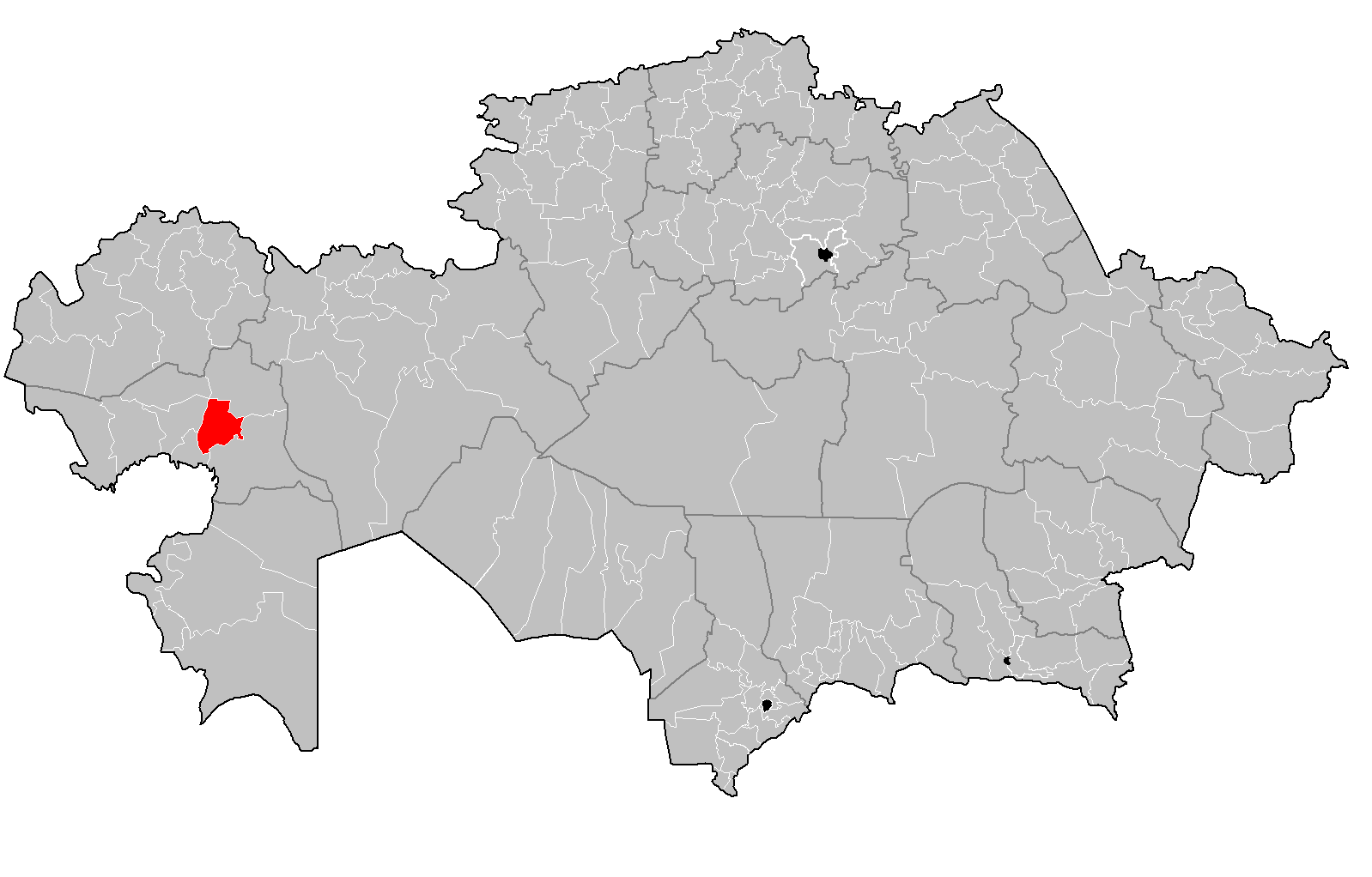

馬卡特區是哈薩克斯坦的行政區，位於該國西部，由阿特勞州負責管轄，首府設於馬卡特，始建於1924年，面積約4,900平方公里，2013年人口29,744。